# Oscaecilia
Oscaecilia – rodzaj płazów beznogich z rodziny marszczelcowatych (Caeciliidae).

## Rozmieszczenie geograficzne
Rodzaj obejmuje gatunki występujące w Kostaryce, Panamie, północnej Ameryce Południowej, Peru i południowo-wschodniej Brazylii, prawdopodobnie także w Boliwii.

## Systematyka
Rodzaj zdefiniował w 1968 roku amerykański herpetelog Edward Harrison Taylor, w publikacji własnego autorstwa zatytułowanej Płazy bezogonowe świata: przegląd taksonomiczny. Gatunkiem typowym jest (oryginalne oznaczenie) C. ochrocephala.

### Etymologia
Oscaecilia: łac. os, ossis ‘kość’; rodzaj Caecilia Linnaeus, 1758.

### Podział systematyczny
Do rodzaju należą następujące gatunki
- Oscaecilia bassleri (Dunn, 1942)
- Oscaecilia elongata (Dunn, 1942)
- Oscaecilia equatorialis Taylor, 1973
- Oscaecilia hypereumeces Taylor, 1968
- Oscaecilia koepckeorum Wake, 1984
- Oscaecilia ochrocephala (Cope, 1866)
- Oscaecilia osae Lahanas & Savage, 1992
- Oscaecilia polyzona (Fischer, 1880)
- Oscaecilia zweifeli Taylor, 1968